# Chevrières (Oise)
Chevrières és un municipi francès, situat al departament de l'Oise i a la regió dels Alts de França. L'any 2007 tenia 1.719 habitants.

## Demografia

### Població
El 2007 la població de fet de Chevrières era de 1.719 persones. Hi havia 654 famílies de les quals 124 eren unipersonals (48 homes vivint sols i 76 dones vivint soles), 243 parelles sense fills, 259 parelles amb fills i 28 famílies monoparentals amb fills.
La població ha evolucionat segons el següent gràfic:
Habitants censats

### Habitatges
El 2007 hi havia 701 habitatges, 655 eren l'habitatge principal de la família, 14 eren segones residències i 32 estaven desocupats. 659 eren cases i 39 eren apartaments. Dels 655 habitatges principals, 514 estaven ocupats pels seus propietaris, 129 estaven llogats i ocupats pels llogaters i 12 estaven cedits a títol gratuït; 11 tenien una cambra, 16 en tenien dues, 113 en tenien tres, 187 en tenien quatre i 328 en tenien cinc o més. 509 habitatges disposaven pel capbaix d'una plaça de pàrquing. A 281 habitatges hi havia un automòbil i a 320 n'hi havia dos o més.

### Piràmide de població
La piràmide de població per edats i sexe el 2009 era:
| Homes | Edats   | Dones |
| ----- | ------- | ----- |
| 0     | 95 o +  | 0     |
| 0     | 90 a 94 | 12    |
| 16    | 85 a 89 | 8     |
| 0     | 80 a 84 | 4     |
| 24    | 75 a 79 | 32    |
| 48    | 70 a 74 | 28    |
| 20    | 65 a 69 | 64    |
| 44    | 60 a 64 | 56    |
| 36    | 55 a 59 | 36    |
| 88    | 50 a 54 | 72    |
| 52    | 45 a 49 | 84    |
| 64    | 40 a 44 | 40    |
| 80    | 35 a 39 | 56    |
| 56    | 30 a 34 | 60    |
| 52    | 25 a 29 | 44    |
| 60    | 20 a 24 | 40    |
| 44    | 15 a 19 | 68    |
| 76    | 10 a 14 | 52    |
| 40    | 5 a 9   | 28    |
| 32    | 0 a 4   | 24    |

## Economia
El 2007 la població en edat de treballar era de 1.127 persones, 816 eren actives i 311 eren inactives. De les 816 persones actives 761 estaven ocupades (417 homes i 344 dones) i 55 estaven aturades (24 homes i 31 dones). De les 311 persones inactives 125 estaven jubilades, 87 estaven estudiant i 99 estaven classificades com a «altres inactius».

### Ingressos
El 2009 a Chevrières hi havia 659 unitats fiscals que integraven 1.751 persones, la mediana anual d'ingressos fiscals per persona era de 20.465 €.

### Activitats econòmiques
Dels 73 establiments que hi havia el 2007, 2 eren d'empreses extractives, 2 d'empreses alimentàries, 7 d'empreses de fabricació d'altres productes industrials, 9 d'empreses de construcció, 17 d'empreses de comerç i reparació d'automòbils, 4 d'empreses de transport, 5 d'empreses d'hostatgeria i restauració, 1 d'una empresa financera, 1 d'una empresa immobiliària, 7 d'empreses de serveis, 10 d'entitats de l'administració pública i 8 d'empreses classificades com a «altres activitats de serveis».
Dels 22 establiments de servei als particulars que hi havia el 2009, 1 era una oficina de correu, 1 una oficina bancària, 4 tallers de reparació d'automòbils i de material agrícola, 3 fusteries, 3 lampisteries, 2 electricistes, 3 perruqueries, 1 veterinari, 2 restaurants, 1 agència immobiliària i 1 saló de bellesa.
Dels 2 establiments comercials que hi havia el 2009, 1 era una gran superfície de material de bricolatge i 1 una joieria.
L'any 2000 a Chevrières hi havia 8 explotacions agrícoles.

## Equipaments sanitaris i escolars
L'únic equipament sanitari que hi havia el 2009 era una farmàcia.
El 2009 hi havia una escola elemental.

## Poblacions més properes
El següent diagrama mostra les poblacions més properes.